# Hypoconcha spinosissima
Hypoconcha spinosissima är en kräftdjursart som beskrevs av M. J. Rathbun 1933. Hypoconcha spinosissima ingår i släktet Hypoconcha och familjen Dromiidae. Inga underarter finns listade i Catalogue of Life.